# پای سیب‌زمینی شیرین
پای سیب‌زمینی شیرین (همچنین به عنوان کاسرول سیب زمینی شیرین نیز شناخته می‌شود) یک دسر سنتی است که منشأ آن در جنوب ایالات متحده در میان جامعه آفریقایی آمریکایی است. اغلب در طول فصل تعطیلات آمریکا، به ویژه در روز شکرگزاری و کریسمس، به جای پای کدو تنبل سرو می‌شود، که در سایر مناطق ایالات متحده سنتی تر است.
این در یک پوسته پای باز بدون پوسته بالایی ساخته می‌شود. مواد پر کردنی شامل پوره سیب زمینی شیرین، شیر تبخیر شده، شکر، ادویه جات مانند جوز هندی و تخم مرغ است. سایر مواد احتمالی شامل عصاره وانیل یا لیمو است. بسته به نسبت پوره سیب زمینی، شیر و تخم مرغ، پر کردن کاسترد پخته شده ممکن است از سبک و ابریشمی تا متراکم متفاوت باشد.

## تاریخچه
اگرچه دستور تهیه پای سبزیجات خامه ای به اروپای قرون وسطی برمی گردد، پای سیب زمینی شیرین از اوایل دوران استعمار در جنوب ایالات متحده ظاهر می‌شود. استفاده از سیب زمینی شیرین در غذاهای جنوبی و آفریقایی-آمریکایی به غذاهای بومی آمریکا برمی گردد. سیب زمینی شیرین که بومی قاره آمریکاست، احتمالاً توسط بردگان آفریقایی به عنوان جایگزینی برای سیب زمینی موجود در سرزمین خود استفاده می‌شد. پای سیب زمینی شیرین آداب و رسوم ساخت پای اروپایی را در تهیه سیب زمینی شیرین اعمال می‌کند. دستور العمل‌های پای سیب زمینی شیرین برای اولین بار در کتاب‌های آشپزی چاپی در قرن هجدهم ظاهر شد، جایی که آن را با غذاهای خوشمزه سبزیجات گنجانده بودند. در قرن نوزدهم، پای سیب زمینی شیرین بیشتر به عنوان دسر طبقه‌بندی می‌شد.
یکی از انواع آن پای هاوپیا سیب زمینی شیرین هاوایی است.